# Day or Night In
Day or Night In, född 29 maj 2012 i Bredaryd i Jönköpings län, är en svensk varmblodig travhäst. Han tränades och kördes av Johan Untersteiner.
Day or Night In tävlade åren 2015–2020. Han sprang in 5 miljoner kronor på 56 starter varav 17 segrar, 8 andraplatser och 3 tredjeplatser. Han tog karriärens största segrar i Prix Jean-René Gougeon (2018), L.C. Peterson-Broddas Minne (2018, 2019) och Kalmarsundspokalen (2018). Han kom även på andraplats i Critérium Continental (2016) och Prix Marcel Laurent (2017) samt på tredjeplats i Svenskt Travderby (2016) och Olympiatravet (2019).

## Karriär

### Tidig karriär
Day or Night In debuterade i lopp tillsammans med Johan Untersteiner den 25 maj 2015 på hemmabanan i Halmstad. Han kom dock att galoppera och sluta oplacerad i debutloppet. Han diskvalificerades för galopp även i karriärens andra start. Först i karriärens tredje start den 6 juni 2016 i Kalmar travade han felfritt, och tog då också karriärens första seger. Han var därefter obesegrad i sina fem första felfria (utan galopp) starter.
Han kom trea i 2016 års final av Svenskt Travderby, efter Readly Express och Heavy Sound.

### Den äldre eliten

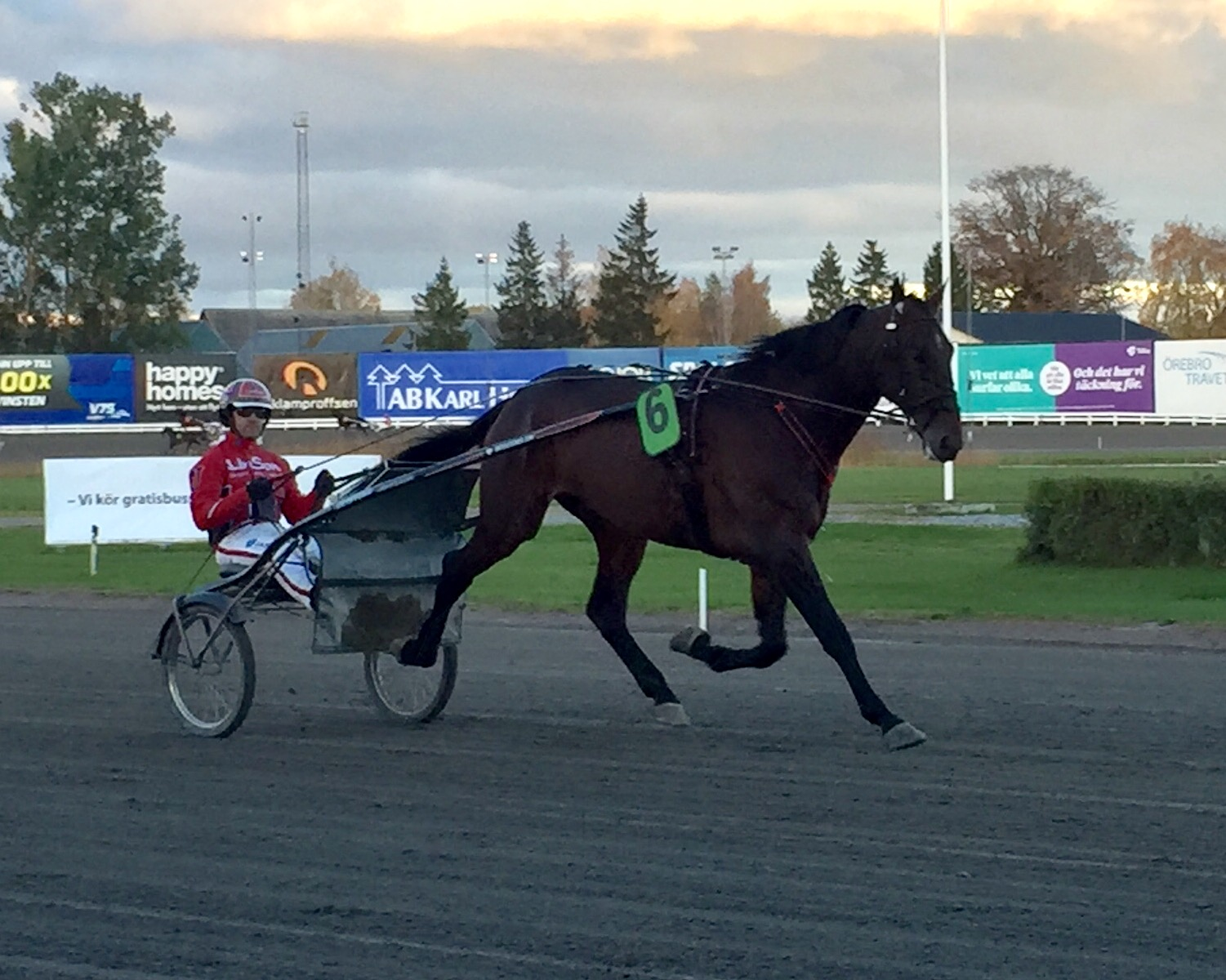
Day or Night In och Johan Untersteiner den 21 oktober 2017 på Örebrotravet.

Efter framgångarna som unghäst började Day or Night In tävla i den äldre eliten under 2017. Han tog sin första seger i den högsta klassen inom V75, Gulddivisionen, när han segrade i Express Gaxes Lopp den 21 oktober 2017 på Örebrotravet, där han bland annat slog världsstjärnan Nuncio. Detta var även tränare Johan Untersteiners första tränarseger i Gulddivisionen.
Hösten 2017 reste han till Paris för att delta i det franska vintermeetinget. Han segrade i Prix Jean-René Gougeon den 28 januari 2018 på Vincennesbanan.
Efter sejouren i Frankrike följde ett litet tävlingsuppehåll. Han gjorde comeback den 2 april 2018, då han segrade i Yngve Larssons Memorial på Halmstadtravet. Han vann på tiden 1.09,6 över 1640 meter, vilket var nytt banrekord samt den dittills snabbaste tiden i Sverige under 2018. Nästa start blev L.C. Peterson-Broddas Minne den 14 april 2018 på Jägersro, som var ett uttagningslopp till Olympiatravet. Han segrade från ledningen och bjöds därmed in till Olympiatravet. Den 28 april 2018 på Åbytravet kördes finalen av Olympiatravet, och han var favoritspelad före hästar som Ringostarr Treb och Lionel N.O. I loppet diskvalificerades han efter att ha startgalopperat. Därefter startade han i Jämtlands Stora Pris den 9 juni 2018, där han blev oplacerad. Den 24 juni 2018 segrade han i Kalmarsundspokalen, och passerade då också 4 miljoner kronor insprunget. Sprintermästarhelgen 2018 startade han som storfavorit i Gulddivisionsloppet, men kom tvåa, slagen av Art on Line. Han startade i Gulddivisionen igen under Stochampionatshelgen 2018, och kom femma.
Han deltog i det franska vintermeetinget 2018-19, utan att ta någon seger. År 2019 gjorde han årets första start på svensk mark den 6 april i L.C. Peterson-Broddas Minne på Jägersro. Han segrade i loppet, och bjöds in till Olympiatravet för andra gången i karriären. Olympiatravet kördes den 27 april 2019, och han kom där på tredjeplats. Den 11 maj 2019 kom han även trea i Algot Scotts Minne. Den 19 maj 2019 blev han inbjuden till att delta i årets upplaga av Elitloppet. Han blev den näst sista hästen att bjudas in. Han galopperade i försöksloppet och kom inte vidare till final.
Den 29 juni 2020 meddelades det att Day or Night In slutar att tävla.